# 2916 Voronveliya
A 2916 Voronveliya (ideiglenes jelöléssel 1978 PW2) a Naprendszer kisbolygóövében található aszteroida. Nyikolaj Sztyepanovics Csernih fedezte fel 1978. augusztus 8-án.